# Parco Tivoli (Lubiana)

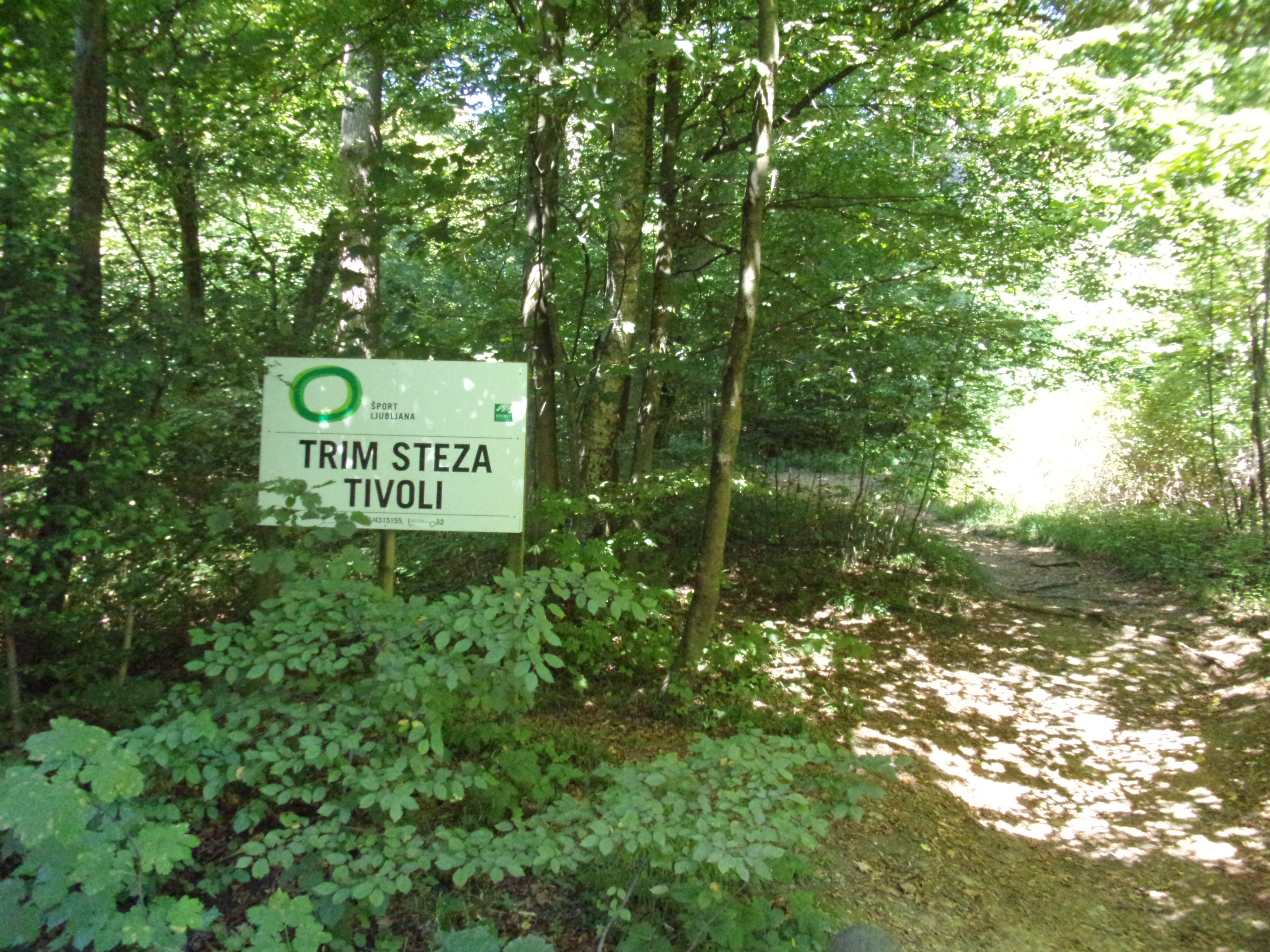
Il Bosco del Tivoli

Parco Tivoli (in sloveno mestni park Tivoli)  è il più grande parco di Lubiana, la capitale della Slovenia. Si trova nella zona nord della città tra i distretti Centro, Šiška, Vič e Rožnik. Molti sono i luoghi di interesse presenti all'interno del parco.

## Attrazioni

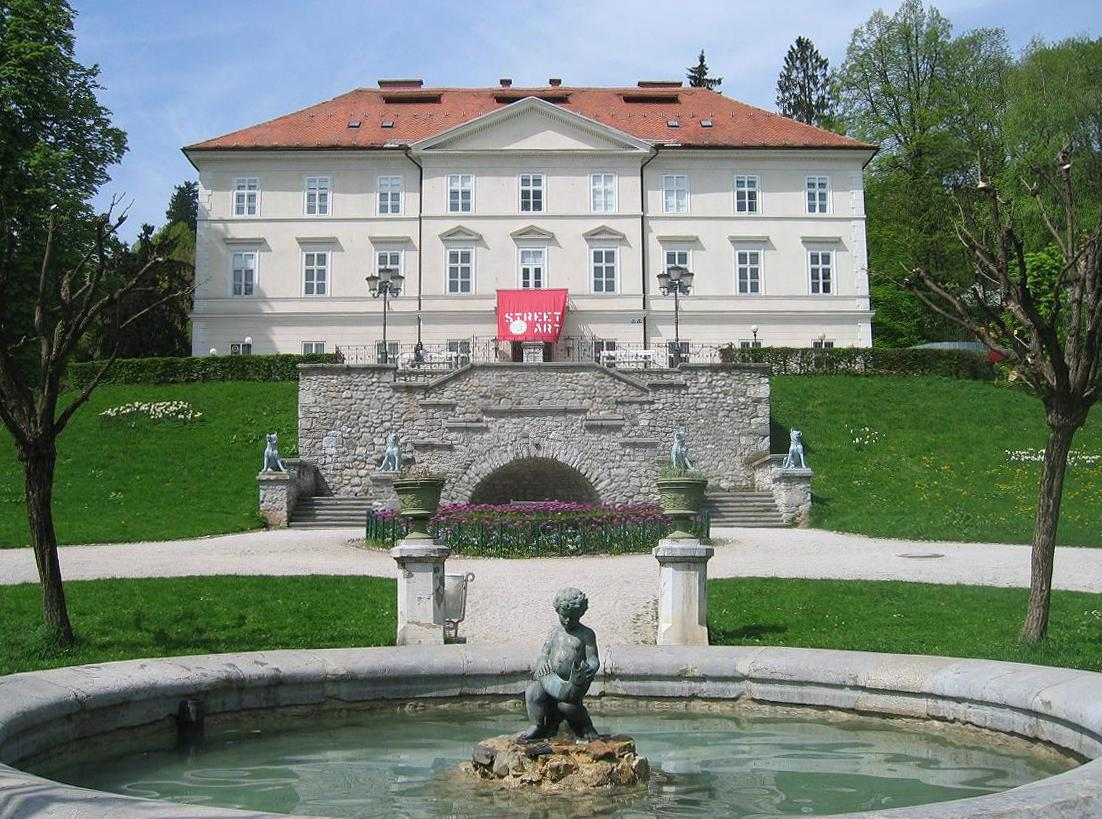
Il castello di Tivoli

### Castello di Tivoli
Il castello fu costruito nel XVII secolo sulle rovine di un precedente castello del periodo rinascimentale. Il palazzo è stato inizialmente di proprietà dei Gesuiti. A metà del XIX secolo è stato rinnovato dal maresciallo Josef Radetzky in stile neoclassico, dandogli l'aspetto attuale. Nel 1864 lo scultore austriaco Anton Dominik von Fernkorn ha realizzato quattro cani in ghisa posizionati di fronte al castello. Si narra, visto che i cani non hanno la lingua, che Fernkorn si sia suicidato sparandosi a causa di questo errore.

### Hala Tivoli
Hala Tivoli è un complesso di due arene sportive situate accanto al palazzo Cekin. Il complesso, su progetto dell'architetto Marjan Božič e l'ingegnere Stanko Bloudek, è stato aperto nel 1965. Lo stadio del ghiaccio ha una capienza di 7.000 persone, ma per ospitare le partite di pallacanestro la capacità viene ridotta a 6.000. Ospitava le partite casalinghe della squadra KK Union Olimpija fino al 2011; la squadra locale HDD Olimpija Ljubljana ha giocato qui le sue partite casalinghe fino al suo scioglimento, avvenuto nel 2017.

### Lago Tivoli
Nella zona sud-ovest del parco si trova il lago Tivoli, creato nel 1880. Il lago ha la forma di un rettangolo ed è poco profondo. Nel 2011, è stato completamente rinnovato. È stato usato per la riproduzione, la pesca, e come un serbatoio di controllo delle inondazioni. Nel lago si trova una piccola statua in bronzo denominata Ribe (cioè "pesce"). Si tratta di una rappresentazione verticale di due pesci, creata nel 1935 dall'espressionista e scultore France Kralj ed eretta nel 1994. A fianco del lago si trova una libreria all'aperto nel periodo estivo; in inverno la libreria si sposta nella serra adiacente.

### Il palazzo Cekin
Il palazzo Cekin è situato nella parte nord del parco. Il palazzo è stato costruito tra il 1752 ed il 1755, commissionato dal conte Leopold Lamberg e basato sul progetto in stile barocco dell'architetto viennese Fischer von Erlach. Dal 1951 è la sede del museo di storia contemporanea della Slovenia.

## Galleria d'immagini

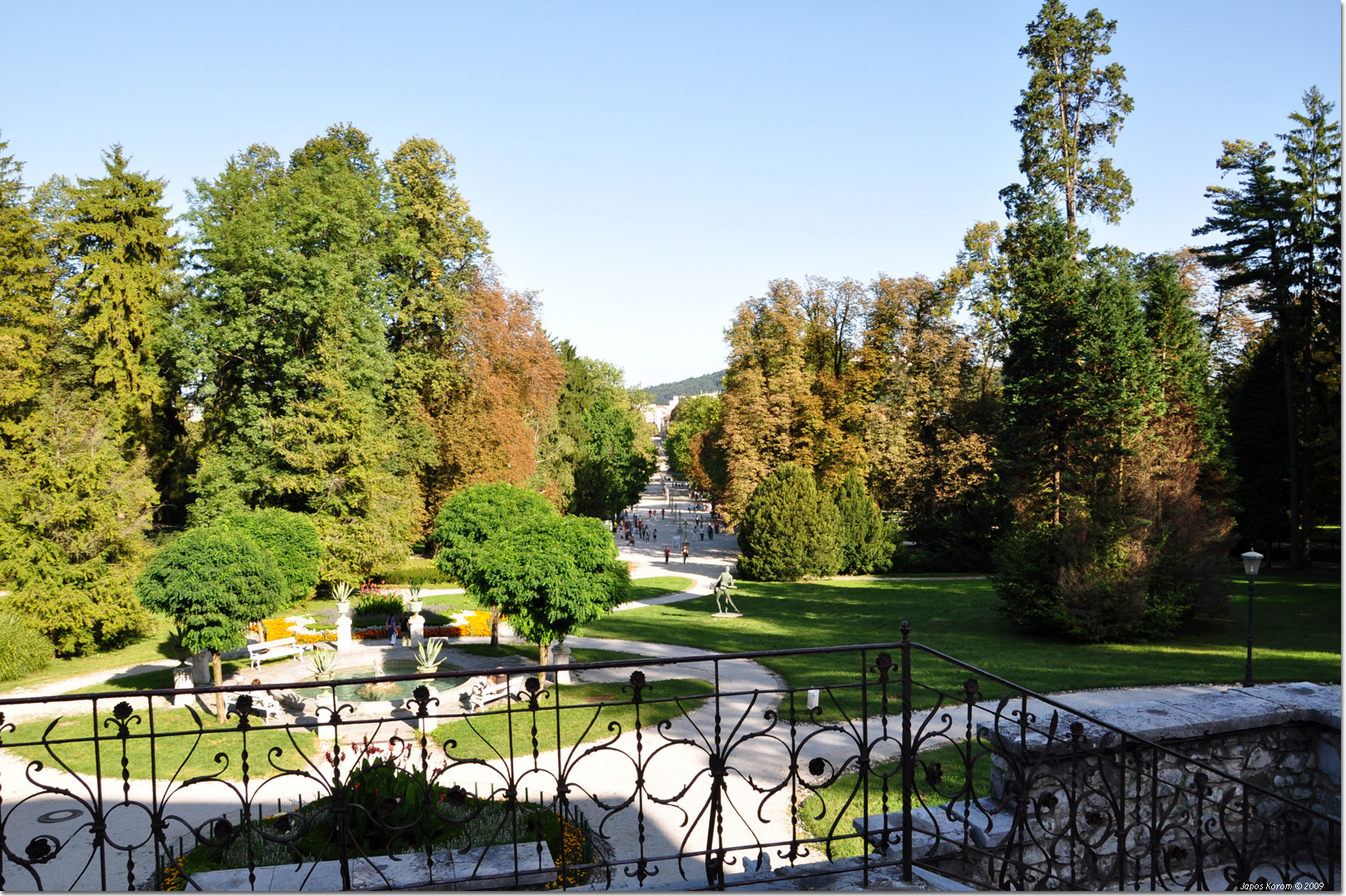
Veduta dall'omonimo castello
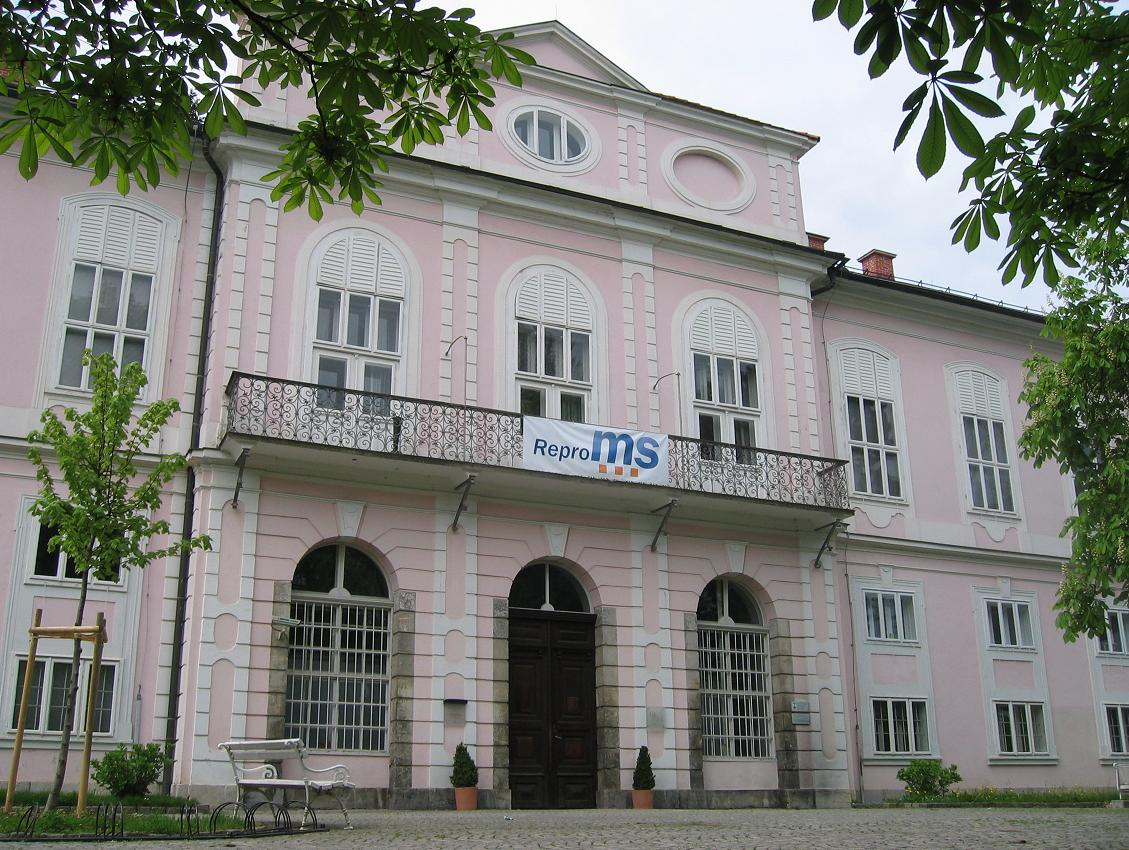
Il palazzo Cekin
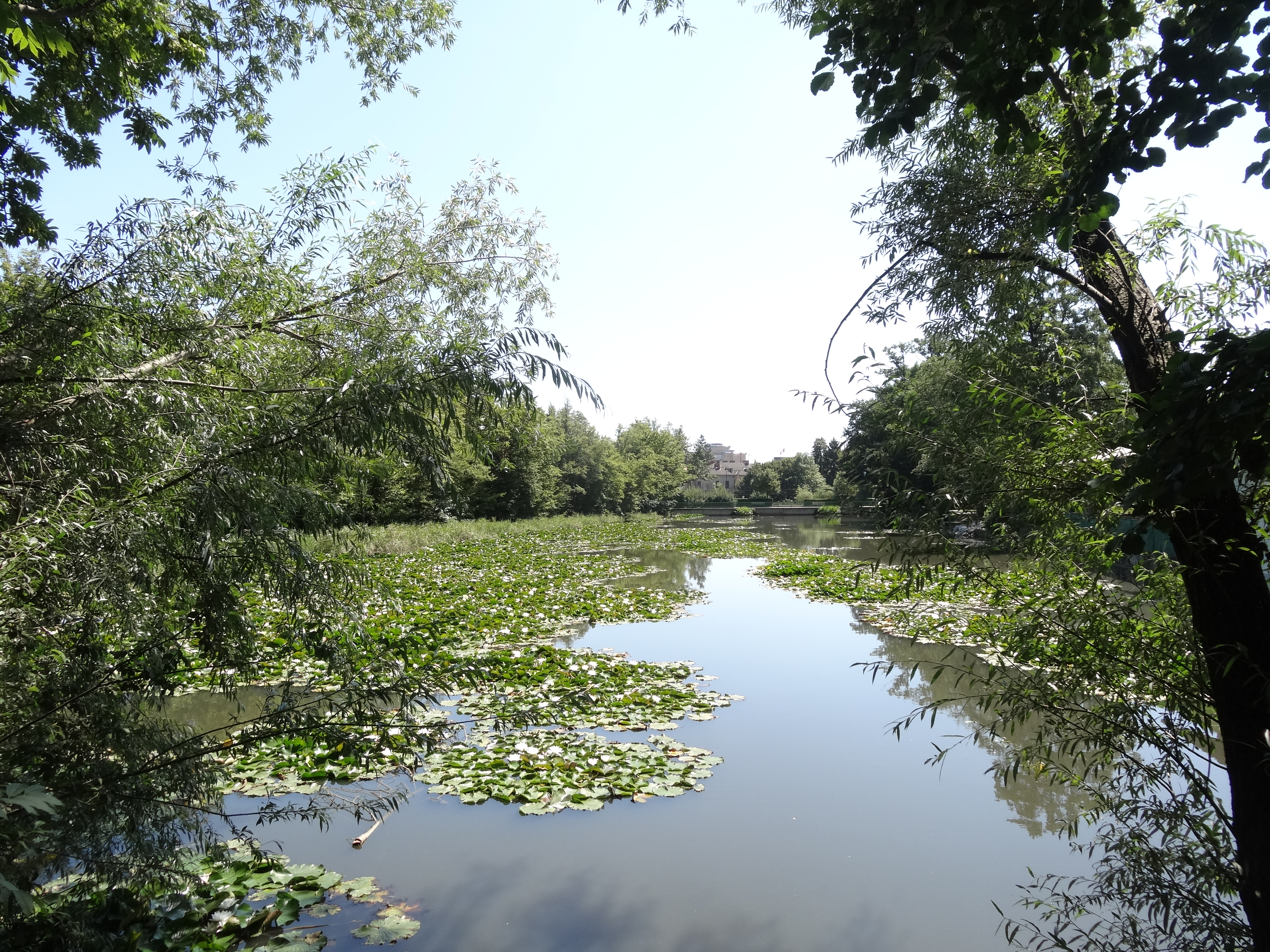
Lago Tivoli
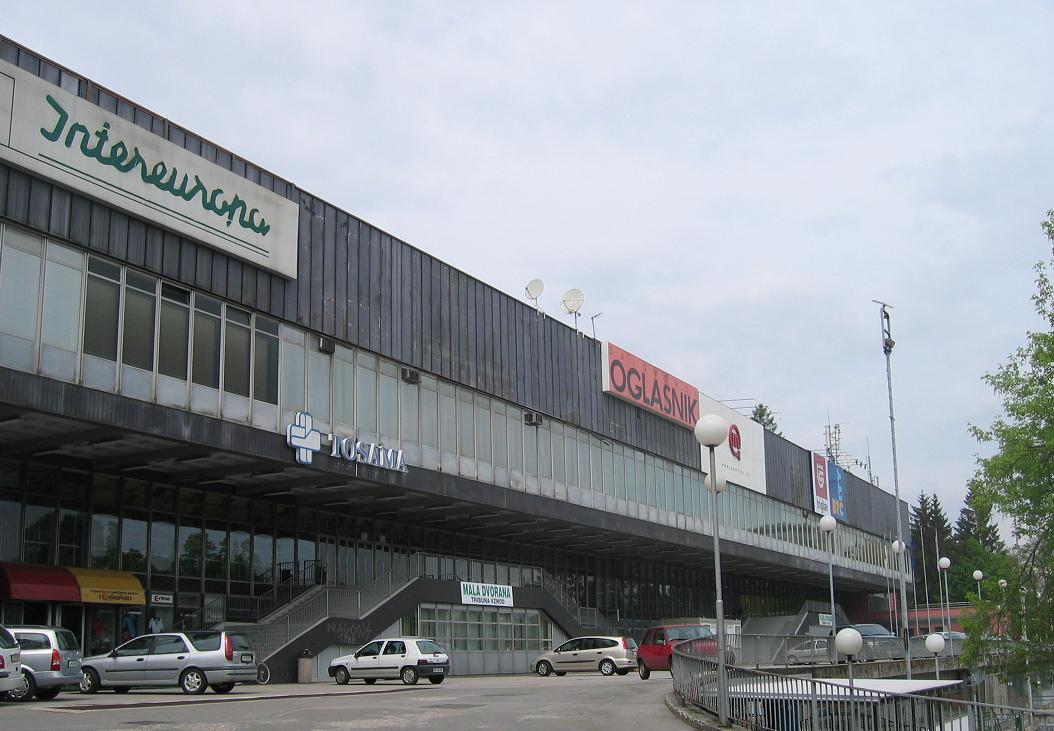
Il palasport Hala Tivoli